# Józsa Imre (színművész)
Józsa Imre (Budapest, 1954. március 18. – Budapest, 2016. október 30.) Jászai Mari-díjas magyar színművész.

## Életpályája
Középiskolai tanulmányait finommechanikai műszerészként fejezte be, egy évig a Magyar Optikai Művekben dolgozott ebben a munkakörben. A Színház- és Filmművészeti Főiskolán végzett 1978-ban Várkonyi Zoltán osztályában. 1978–2012 között a József Attila Színház tagja volt. 2012-től szabadúszó színművészként dolgozott. Szinkronszínészként rendkívül sokat foglalkoztatták. 62 éves korában hosszan tartó, súlyos betegség után hunyt el.
2016. november 18-án kísérték utolsó útjára a budapesti Farkasréti temetőben. A temetésén megjelent Nemcsák Károly, Besenczi Árpád, Vass Gábor, Vándor Éva, Hernádi Judit, Koltai Róbert, Szacsvay László, Schell Judit, Kern András, Létay Dóra, Straub Dezső, Böröndi Tamás, Szerednyey Béla, Németh Kristóf, Nyertes Zsuzsa, Hajdu Steve, Mihályi Győző, Szabó Sipos Barnabás.
2017-ben emlékére díjat alapított a József Attila Színház, amelyet minden évad végén a társulat egyik tagja kaphat.

## Magánélete
Első házasságát még hallgatóként kötötte, feleségül vette Málnai Zsuzsát, született egy lányuk, Borbála 1980-ban, de 1984-ben elváltak, és a lányuk az édesanyjával maradt, akitől két unokájuk született, Samu és Brúnó. Második felesége Kocsis Judit volt, míg harmadszorra Létay Dóra férje lett, akitől a második lánya született, Emma, de ez a házassága is válással végződött.

## Színpadi szerepei
- Gádor Béla–Tasnádi István: Othelo Gyulaházán....Mókuci
- Miller: Pillantás a hídról....Rodolpho
- William Shakespeare: Ahogy tetszik....Borotva
- Bertolt Brecht: Mahagonny....Bill
- Darvasi László: Szabadság-hegy....Károlyka
- Suppé: Boccaccio....Pietro
- Fenyő Miklós–Tasnádi István: Aranycsapat....Csapos
- Szigligeti Ede: Liliomfi....Liliomfi
- Nagy Ignác–Parti Nagy Lajos: Tisztújítás....Dr. Langyos
- Henderson: Diákszerelem....Bobby
- Schwajda György: A csoda....Zöld Géza
- Lencsés Balázs–Horváth Zoltán: Hamlet....Polonius
- Kusan: A Kobra....Kobra
- Mikszáth Kálmán: Különös házasság....Perevicky
- Csehov: A manó....Vojnickij
- Szilágyi Andor: Lássuk a medvét!....Balog Gyula miniszter
- Shakespeare: A makrancos hölgy....Gremio
- Fejes Endre: Vonó Ignác....Csatáry István
- Móricz Zsigmond–Kocsák–Miklós: Légy jó mindhalálig!....Valkay tanár úr
- Molnár Ferenc: Liliom....Ficsúr
- Eisemann Mihály: Egy csók és más semmi....Dr. Sáfrány
- Kander–Ebb–Fosse: Chicago....Amos Hart
- Ben Jonson: Volpone....Mosca
- Eisemann Mihály–Szilágyi László: Én és a kisöcsém....Sas
- Móricz Zsigmond: Rokonok....Martiny doktor
- Hašek–Horváth–Béres–Selmeczi: Svejk....Dub hadnagy
- Molière: Úrhatnám polgár....Cléonte
- Goldoni: A hazug....Ottavio
- Fejes Endre: Rozsdatemető....Stádinger
- Müller Péter: Szemenszedett igazság....Városkapitány
- Schiller: Stuart Mária....Davison
- Heltai Jenő: Tündérlaki lányok....Pázmán Sándor
- Bródy Sándor: A tanítónő....Tuza tanító
- Neil Simon: Mezítláb a parkban....Paul
- Scarnicci–Tarabusi: A csodák Nápolyban születnek....Esposito
- Menzel: De jó szeretni....Coca
- Berr–Verneuil: Az ügyvéd és a férje....Strucc Valentin
- Gábor Andor: Dollárpapa ...Címszerep[12]

## Filmjei

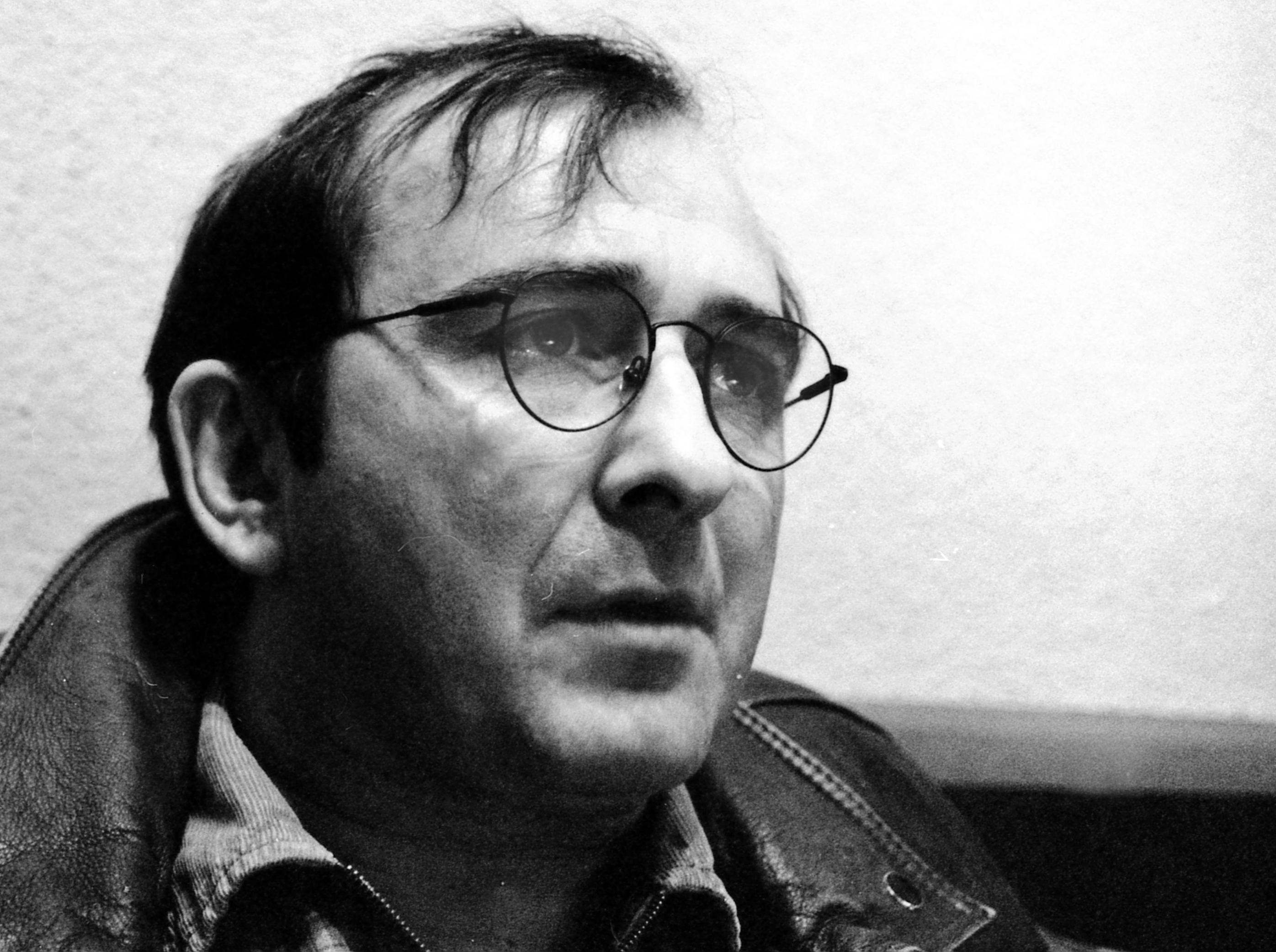
Rózsavölgyi Gyöngyi felvétele

### Játékfilmek
- A téglafal mögött (1980)
- A szalmabábuk lázadása (2001)
- Magyar vándor (2004)
- Pasik, London, szerelem (2005)
- Tibor vagyok, de hódítani akarok! (2006)
- Csendkút (2007)
- Sólyom országa (2009)
- Igazából apa (2009)
- Rögtön jövök (2010)
- A fekete múmia átka (2015)
- Gondolj rám (2016)

### Tévéfilmek
- Az Isten is János (1977)
- Petőfi 1-6. (1977) – Petőfi Sándor
- A nagyenyedi két fűzfa (1979)
- Negyedik forduló (1978)
- Járom az utam...
- Tévedések vígjátéka (1979)
- A nyomozás (1980)
- A tenger 1-6. (1982)
- Történetek a vonaton (1983)
- Linda (1983)
- Csodakarikás (1987)
- A védelemé a szó (1988)
- Szomszédok (1998-1999)
- Gálvölgyi Show (1991)
- Rizikó (1993)
- Koltai-Galla Gála (2001)
- Pasik! (2002)
- Emberek a Holdon (2002)
- Vadkörték - A tihanyi kincsvadászat (2003)
- A mi kis falunk (pilot epizód, 2016)

### Szinkron
Gyakran szólaltatta meg Nicolas Cage, Chevy Chase amerikai és Christian Clavier francia színészt. Szinkronizált filmjeinek száma: 574
| Cím                                              | Szerep                                          | Színész                   | Megjegyzés                               |
| ------------------------------------------------ | ----------------------------------------------- | ------------------------- | ---------------------------------------- |
| Már megint bérgyilkos a szomszédom               | Lazlo Gogolak, a magyar bandavezér              | Kevin Pollak              | (2004) szinkron                          |
| Philadelphiai zsaru                              | Alex Kearney nyomozó                            | Anthony Edwards           | (1990) 2. szinkron (RTL Klub, 1999-2000) |
| A titkos ablak                                   | John Shooter                                    | John Turturro             | (2004)                                   |
| Betépve                                          | Kevin Dulli                                     | Max Perlich               |                                          |
| South Park                                       | Mr. Herbert Garrison                            |                           | (1997-2000) (TV-Sorozat)                 |
| Vacak, az erdő hőse                              | Diszpinty                                       | -                         | (1997) (Mirax, 1998)                     |
| Dumbo                                            | Gólya                                           | Sterling Holloway         | (1941) 1-2. szinkron                     |
| A vágy villamosa                                 | Stanley Kowalski                                | Marlon Brando             | (1951) 2. szinkron                       |
| Híd a Kwai folyón                                | Baker közlegény                                 | Harold Goodwin            | (1957) 1. szinkron (MTV1, 1989)          |
| A piszkos tizenkettő                             | Carl Morgan tizedes                             | Robert Phillips           | (1967) (Mokép, 1984)                     |
| A Názáreti Jézus                                 |                                                 |                           | (1977)                                   |
| Brian élete                                      | több szerepben                                  | Terry Jones               | (1979)                                   |
| Hupikék törpikék                                 | Hami                                            | -                         | (1981) (MTV2, 1988-1994)                 |
| Táncoló talpak                                   | Ramon                                           | Robin Williams            | (2006)                                   |
| Az Őrzők legendája                               | Angus Sampson                                   | Csett                     | (2010)                                   |
| Vámpírok Havannában                              | Pepe                                            | -                         | (1985) (Mokép, 1986)                     |
| Hangya Boy                                       | Zoc                                             | Nicolas Cage              | (2006)                                   |
| Pinokkió                                         | Tücsök Tihamér                                  | Cliff Edwards             | (1940) 2. szinkron (InterCom, 2000)      |
| Folytassa, Kleo!                                 | Horsa                                           | Jim Dale                  | (1964) 2. szinkron (MTV1, 1986)          |
| Vészhelyzet                                      | Dr. Mark Greene                                 | Anthony Edwards           | (1994-2002, 2008) (TV-sorozat)           |
| Kórház a pálmák alatt                            | Johan Rihter                                    | Horst-Günter Marx         |                                          |
| T.J Hooker                                       | Officer Vince Romano                            | Adrian Zmed               |                                          |
| Keresztutak                                      | Martin Goertz                                   | Horst Buchholz            |                                          |
| A négy testőr, avagy a Milady bosszúja           | Felton                                          | Michael Gothard           |                                          |
| Fordítsd oda a másik orcád is!                   | Menendez                                        | Mario Pilar               |                                          |
| Csillagok háborúja I., II., III.                 | C-3PO                                           | Anthony Daniels           |                                          |
| T.I.R. 1-4. rész                                 | Giovanni                                        | Christian Fremont         |                                          |
| 80 nap alatt a Föld körül Willy Foggal           | Ralph                                           | -                         | (1983) (MTV1, 1987)                      |
| Nils Holgersson csodálatos utazása a vadludakkal | Szmöre, a róka                                  | -                         | (1980) (MTV1, 1988)                      |
| Garfield és barátai                              | Hápi kacsa                                      | Howard Morris             | (1988) 1. szinkron (MTV2, 1994-1995)     |
| Halló, halló!                                    | Hubert Gruber hadnagy                           | Guy Siner                 |                                          |
| Csengetett, Mylord?                              | Nöel Coward, Mr. Fisher                         | Guy Siner                 |                                          |
| Melrose Place                                    | Dr. Michael Mancini                             | Thomas Calabro            |                                          |
| A hivatal                                        | David Brent                                     | Ricky Gervais             | 13 rész                                  |
| Beverly Hills-i nindzsa                          | Haru                                            | Chris Farley              | (1997)                                   |
| A szikla                                         | Dr. Stanley Goodspeed                           | Nicolas Cage              | (1996)                                   |
| Con Air – A fegyencjárat                         | Cameron Poe                                     | Nicolas Cage              | (1997)                                   |
| Ál/Arc                                           | Castor Troy                                     | Nicolas Cage              | (1997)                                   |
| A varázslótanonc                                 | Balthazar Blake                                 | Nicolas Cage              | (2010)                                   |
| Fegyvernepper                                    | Jurij Orlov                                     | Nicolas Cage              | (2005)                                   |
| A brémai muzsikusok                              | Koki, a kakas                                   | Rafael Alonso Naranjo Jr. | (1989) (Hungarofilm, 1990)               |
| A brémai muzsikusok (sorozat)                    | Koki, a kakas                                   | Rafael Alonso Naranjo Jr. | (1989) (MTV1)                            |
| Szőr Austin Powers: Őfelsége titkolt ügynöke     | Austin Powers/Dr. Genya                         | Mike Myers                | (1997)                                   |
| KicsiKÉM – Austin Powers 2.                      | Austin Powers/Dr. Genya/Dagi Dög                | Mike Myers                | (1999)                                   |
| Austin Powers – Aranyszerszám                    | Austin Powers/Dr. Genya/Dagi Dög/Arany Szerszám | Mike Myers                | (2002)                                   |

## Díjai, elismerései
- Jászai Mari-díj (1988)
- A Magyar Köztársasági Érdemrend kiskeresztje (1997)
- Kaló Flórián-díj (2012)